# Усамљени Џорџ (корњача)
Усамљени Џорџ (енгл. Lonesome George; пре 1912 — 24. јуна 2012) био је мужјак корњаче са острва Пинта и задњи живи примерак ове врсте. У последњих неколико година он је био познат по томе што је представник најугроженије врсте на свету. Он је био симбол очувања Галапагоса. Први је пут виђен на острву Пинта, 1. новембра 1971. Сматра се да је добио име по америчком глумцу Џорџу Гобелу. Дана 24. јуна 2012. у 8 сати ујутро, Едвин Наул, директор националног парка Галапагос изјавио је да је Усамљени Џорџ пронађен мртав код његовог старатеља Фауста Лерена.